# Alioune Tew
Alioune Tew (Fontenay-aux-Roses, 7 de abril de 1992) es un jugador de baloncesto francés que juega en la posición de pívot. Actualmente milita en las filas del equipo indonesio Pelita Jaya de la Basketball Champions League Asia.

## Carrera deportiva
Es un jugador formado en su país natal para más tarde, jugar en la JUCO con los Utah State Eastern durante la temporada 2013-14 y en la siguiente temporada jugaría en Allan Hancock. En 2015 ingresaría en la Universidad de Niágara para jugar durante dos temporadas en la División I de la NCAA con los Niagara Purple Eagles desde 2015 a 2017, año en el que se gradúa con medias de 1.3 puntos y 1.9 rebotes. 
Tras no ser drafteado en 2018, dio su salto al profesionalismo en Suiza, para jugar en las filas del BC Boncourt Red Team de la Liga Nacional de Baloncesto de Suiza, donde llegó a final de temporada y solo jugó dos partidos.
En la siguiente temporada, la 2018-19, jugó en el Kaysersberg Ammerschwihr BCA de la liga NM1 francesa, logrando promedios de 5.9 puntos y 6 rebotes. 
El 7 de noviembre de 2019 firmó por el London Lions, uno de los equipo más potentes del Reino Unido, donde la temporada 2019-20 promedió 7.7 puntos y 5 rebotes por encuentro, logrando el subcampeonato de liga y de copa.
El 3 de diciembre de 2020, se compromete con el Club Melilla Baloncesto de la Liga LEB Oro, firmando un contrato a prueba para cubrir la salida de Shaquille Doorson. Disputó 18 partidos acreditando medias de 2.9 puntos y 3.4 rebotes. 
El 21 de julio de 2021, firma por el KB Pristina de la Superliga de baloncesto de Kosovo. En el mes de diciembre se incorpora al Horsens IC de la liga danesa, con el que participa en cuatro partidos con promedios de 4.5 puntos y 4.5 rebotes.  
En octubre de 2022 ficha con un contrato temporal por el Cáceres Patrimonio de la Humanidad, club de LEB Oro española, disputando cuatro partidos.
El 2 de noviembre de 2022, firma por el Força Lleida Club Esportiu de Liga LEB Oro.
El 5 de enero de 2023, firma por el Louvre Surabaya de la Liga de baloncesto de Indonesia.
En abril de 2024 regresó a Indonesia, fichado por el Pelita Jaya para disputar la fase clasificatoria de la Basketball Champions League Asia. Previo a ello había actuado con los Centauros de Portuguesa en Venezuela, con los Ban Bueng Devil Rays en Tailandia y con los Meralco Bolts en Filipinas.